# Pałac w Morawie
Pałac w Morawie – zabytkowy pałac we wsi Morawa (województwo dolnośląskie),  w Polsce, w powiecie świdnickim, w gminie Strzegom.

## Historia
Pałac pierwotnie dwór oo. benedyktynów. Dzisiejszy pałac wybudowano w stylu neoklasycystycznym w 1873 i po bezpotomnej śmierci Marie von Kramsta (1843–1923) (pochowanej w Morawie) część majątku wraz z pałacem w Morawie odziedziczył jej dalszy krewny Hans-Christoph von Wietersheim, na znak wdzięczności dołączając jej nazwisko do swojego. Rodzina von Wietersheim-Kramsta z siedmiorgiem dzieci mieszkała tu do stycznia 1945.
W okresie PRL grunty, należące dawniej do rodziny von Wietersheim-Kramsta, przejęło państwowe gospodarstwo rolne i powstało Gospodarstwo Morawa, będące częścią Stadniny Koni w Strzegomiu. W pałacu mieściły się biura gospodarstwa, przez dłuższy czas szkoła podstawowa, a latem półkolonie dla dzieci robotników, pracujących przy żniwach. Co jakiś czas w pałacu i parku odbywały się ćwiczenia lokalnej jednostki obrony cywilnej.
Obecnie własność Fundacji św. Jadwigi z Morawy, założonej przez Melittę Sallai. W pałacu aktualnie znajduje się prywatne, całodzienne, bezpłatne przedszkole "Jadwiga" dla dzieci z rodzin w trudnym położeniu materialnym, założone w 1993 i prowadzone przez potomków byłych właścicieli zamku, rodziny von Wietersheim-Kramsta i założoną przez nich Fundację Św. Jadwigi.
Ponieważ Skarb Państwa nie zgodził się na wydzierżawienie przedszkolu tylko części budynku (jako zabytkowy zespół parkowo-pałacowy stanowi on niepodzielną całość), zrodził się pomysł przeznaczenia mieszkalnej części pałacu na ośrodek edukacyjny i dom spotkań polsko-niemieckich, który rozpoczął działalność we wrześniu 1994. Jesienią 1995 została zarejestrowana Fundacja św. Jadwigi, której statut objął obie instytucje: przedszkole i dom spotkań. Imię znanej z dobroczynności św. Jadwigi, przybyłej na Śląsk z Andechs w Bawarii, żony księcia Henryka Brodatego i matki Henryka Pobożnego, przypomina jeden z wielu wątków wspólnej, pozytywnej historii sąsiedztwa Polaków i Niemców.
Corocznie odbywa się cykl spotkań międzynarodowych w ramach Muzycznej Akademii w Morawie.
W 2012 przeprowadzono gruntowny remont dachu przy wydatnej pomocy  Beauftragten der Bundesregierung für Kultur und Medien (BKM), który zakończono 17 listopada 2012.
Całe założenie pałacowo-parkowe jest wpisany do rejestru zabytków pod numerem rej. pałac A/4454/733/WŁ z 18.07.1979, ogród i park A/4455/831/WŁ z 18.09.1981.

## Opis
Pałac składa się z dwóch części, każda na planie prostokąta. Jednopiętrowy budynek w stylu neoklasycystycznym nakryty jest dachami czterospadowymi. W część wschodnią budynku wbudowana jest czworoboczna wieża zwieńczona niskim dachem namiotowym. Całość jest na wysokim podpiwniczeniu, na którym posadowiona jest wysoka kondygnacja parteru (kondygnacja reprezentacyjna) i niższa kondygnacja pierwszego piętra. Parter od podpiwniczenia oddzielony jest szerokim opasującym budynek gzymsem. Elewacje są otynkowane, obramienia otworów wykonane są z kamienia naturalnego (piaskowiec i granit). W elewacji po@udniowej dominuje  portyk z czterema kolumnami doryckimi i attyką, do którego prowadzą monumentalne schody łączące ogód z częścią reprezentacyjną. Po lewej stronie portyku na parterze znajduje się przeszklony ogród zimowy. Elewacja ogrodowa skierowana jest na południe, z widokiem na parkowe tarasy. W niej na dwóch kondygnacjach znajdują się tarasy i balkony. Podziały wewnątrz pałacu są w dużej części zachowane w stanie pierwotnym.  
Obiekt jest częścią zespołu pałacowego, w skład którego wchodzą jeszcze: park krajobrazowy z pozostałościami kaplicy-mauzoleum z 1902, ogród oraz zabudowania gospodarcze: trzy budynki mieszkalne, trzy stajnie i stodoła.
Pierwszy taras ogrodu od południowej strony pałacu ozdobiony jest basenem z fontanną. Oczko wodne na drugim tarasie przekształcono w zbiornik przeciwpożarowy. Park jest rozwinięciem ogrodu z 1824, który pełnił funkcje użytkowe i ozdobne. Założenie pałacowo-parkowe znajduje się na wschodnim skraju wioski.

## Galeria

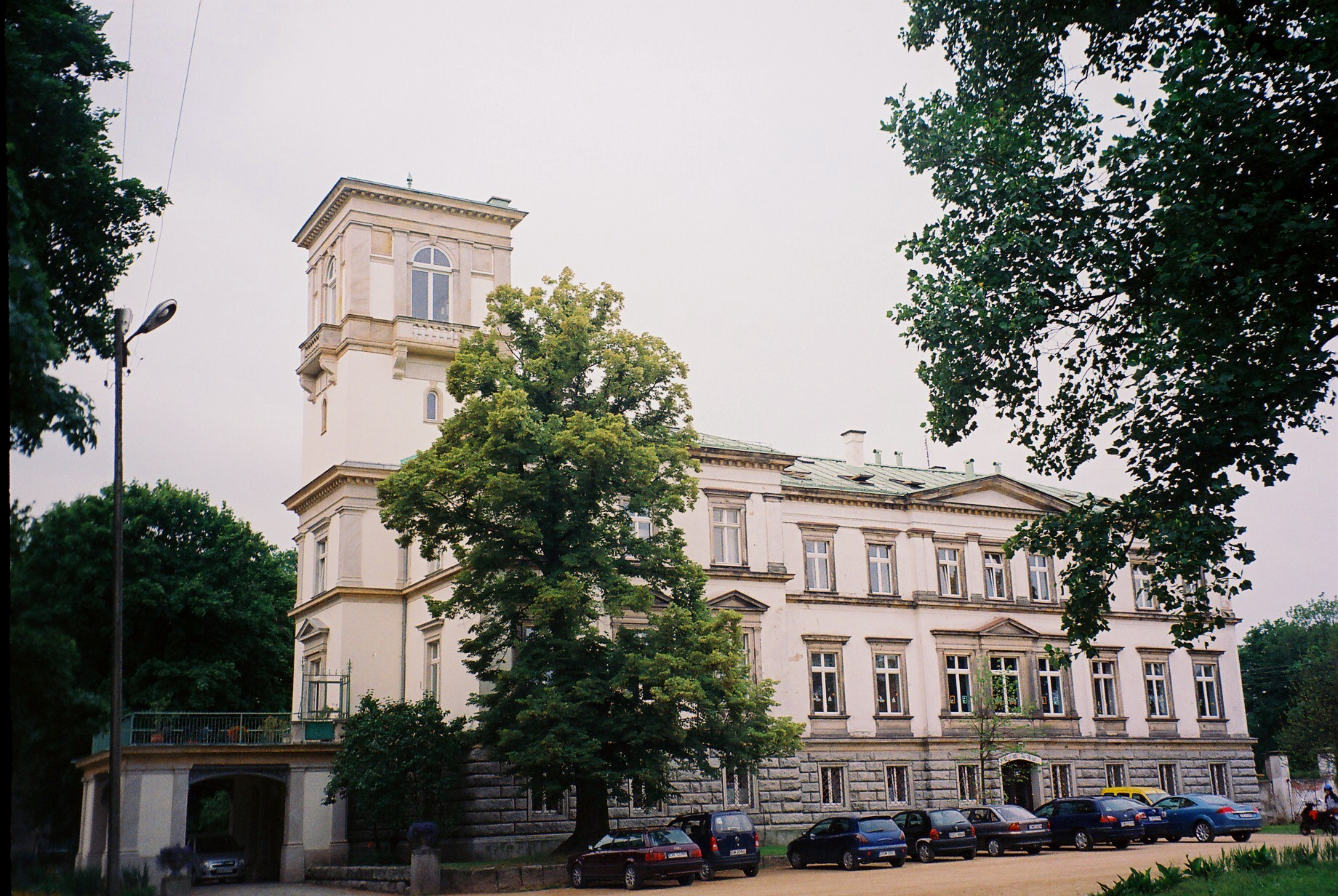
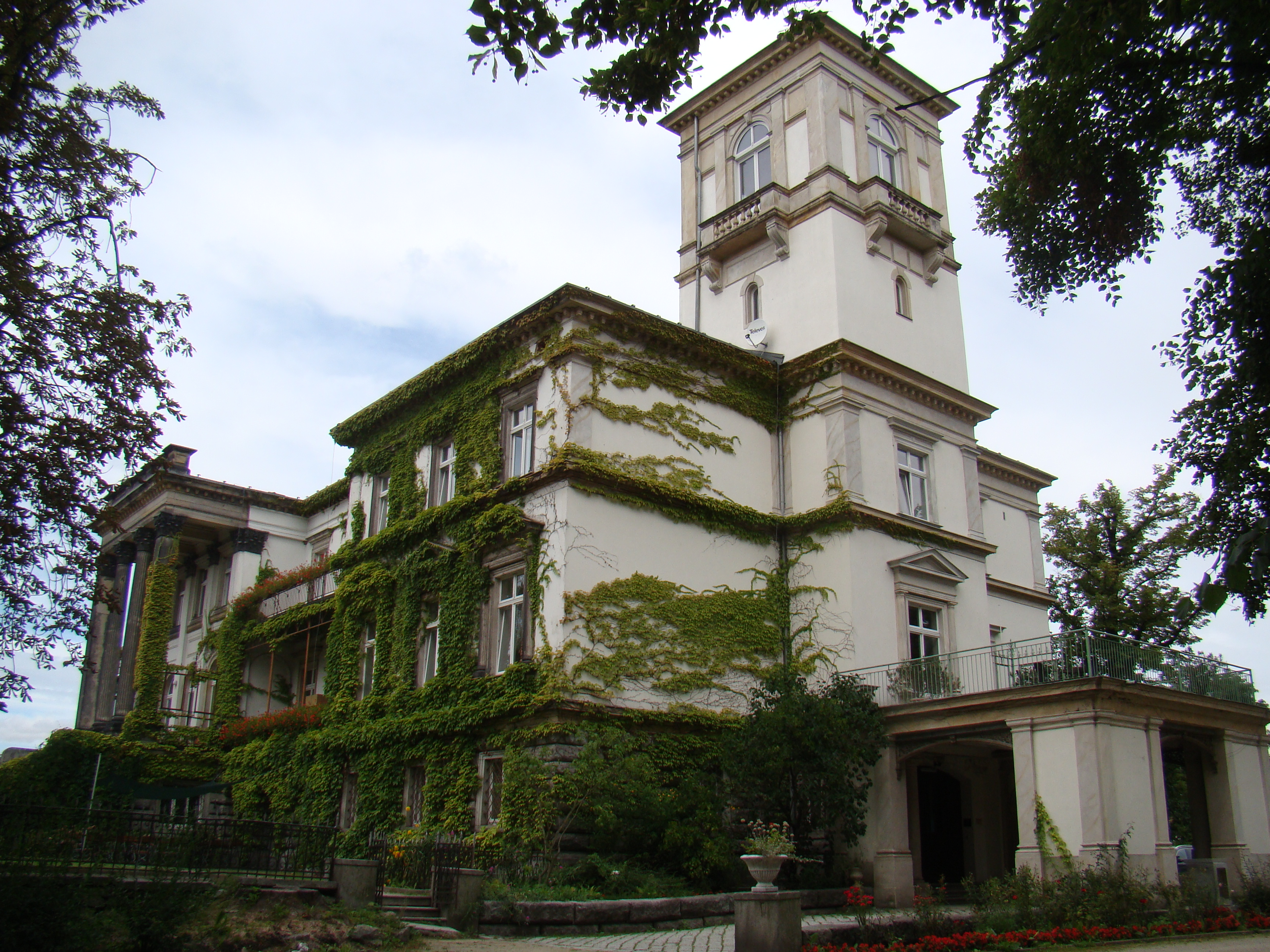
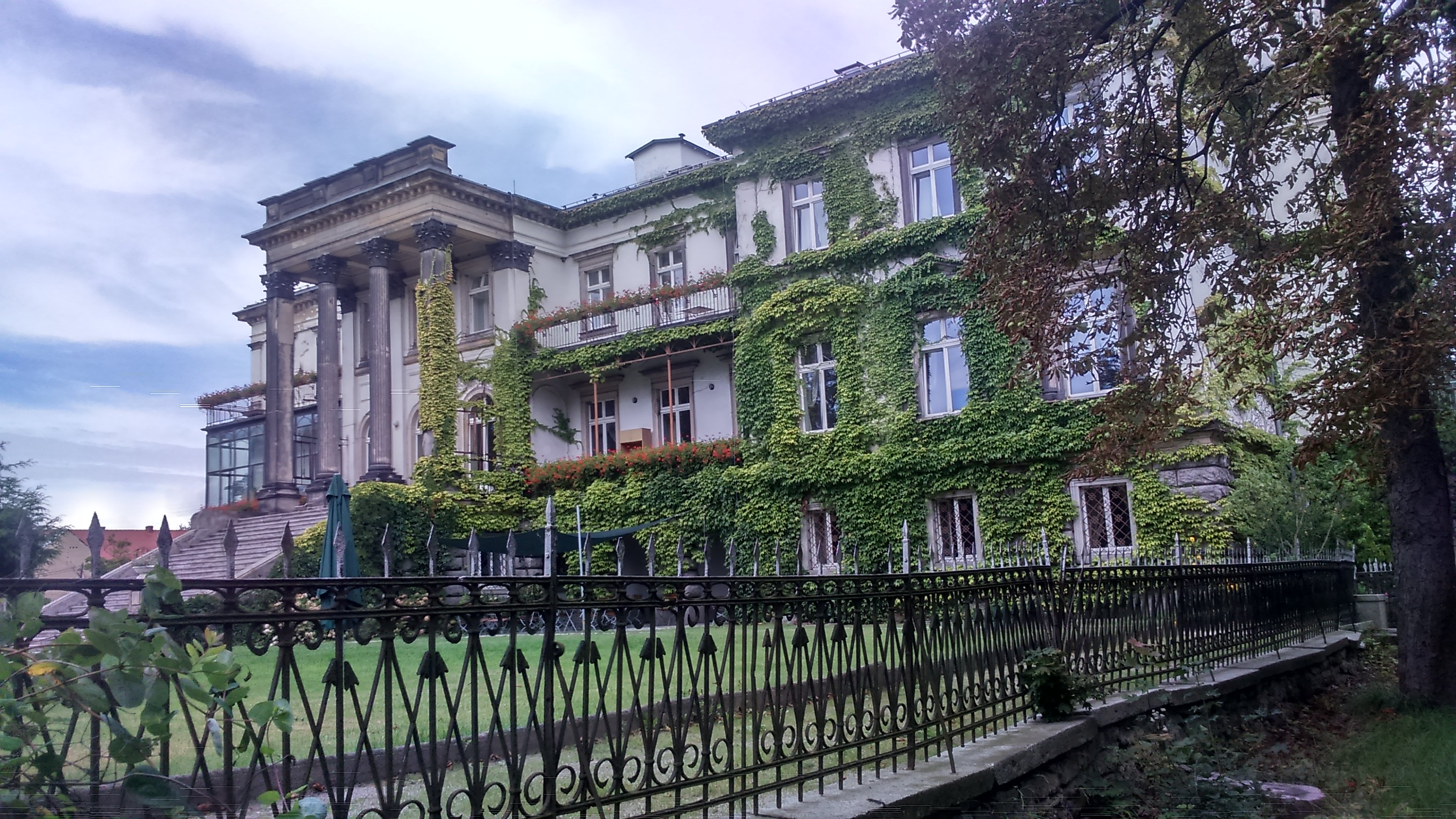
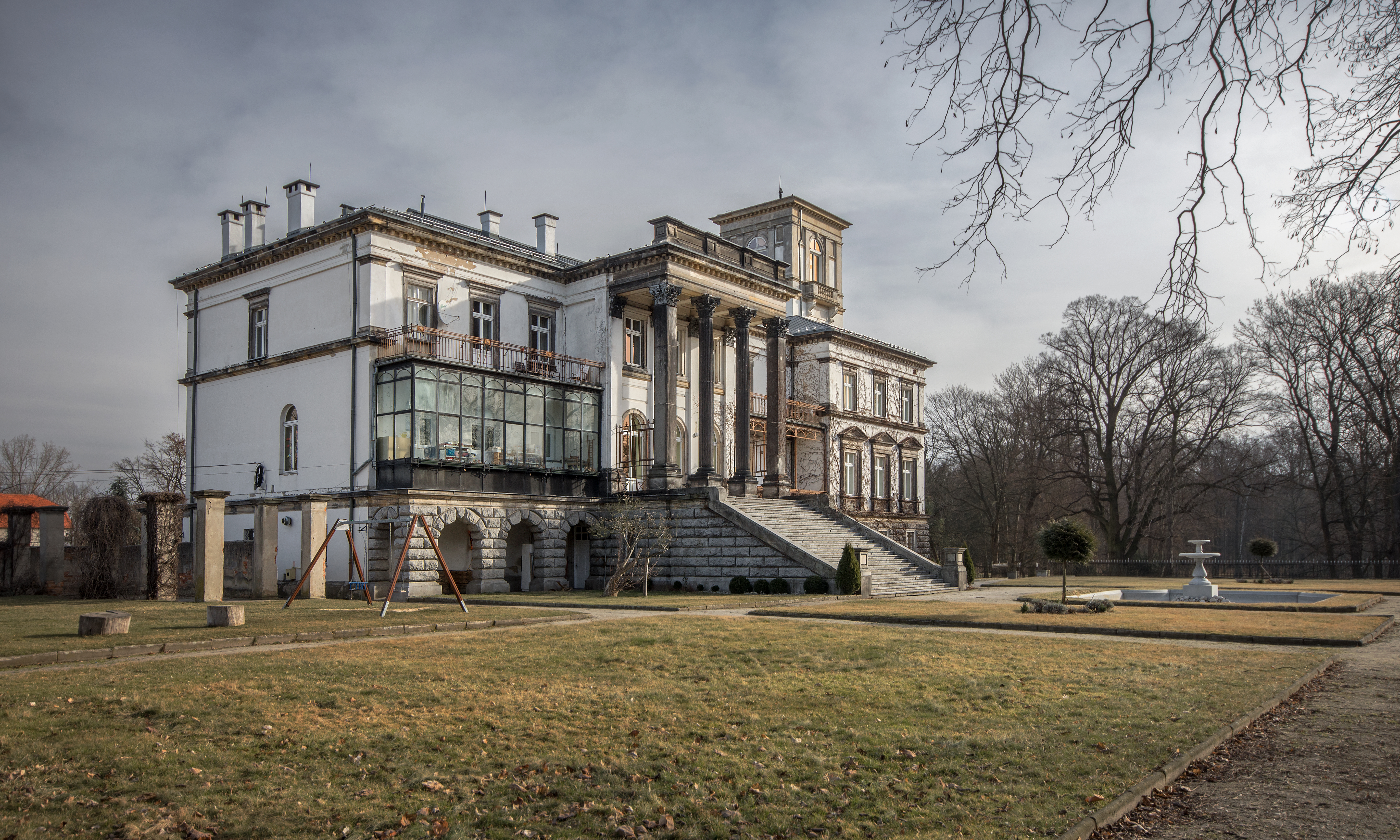
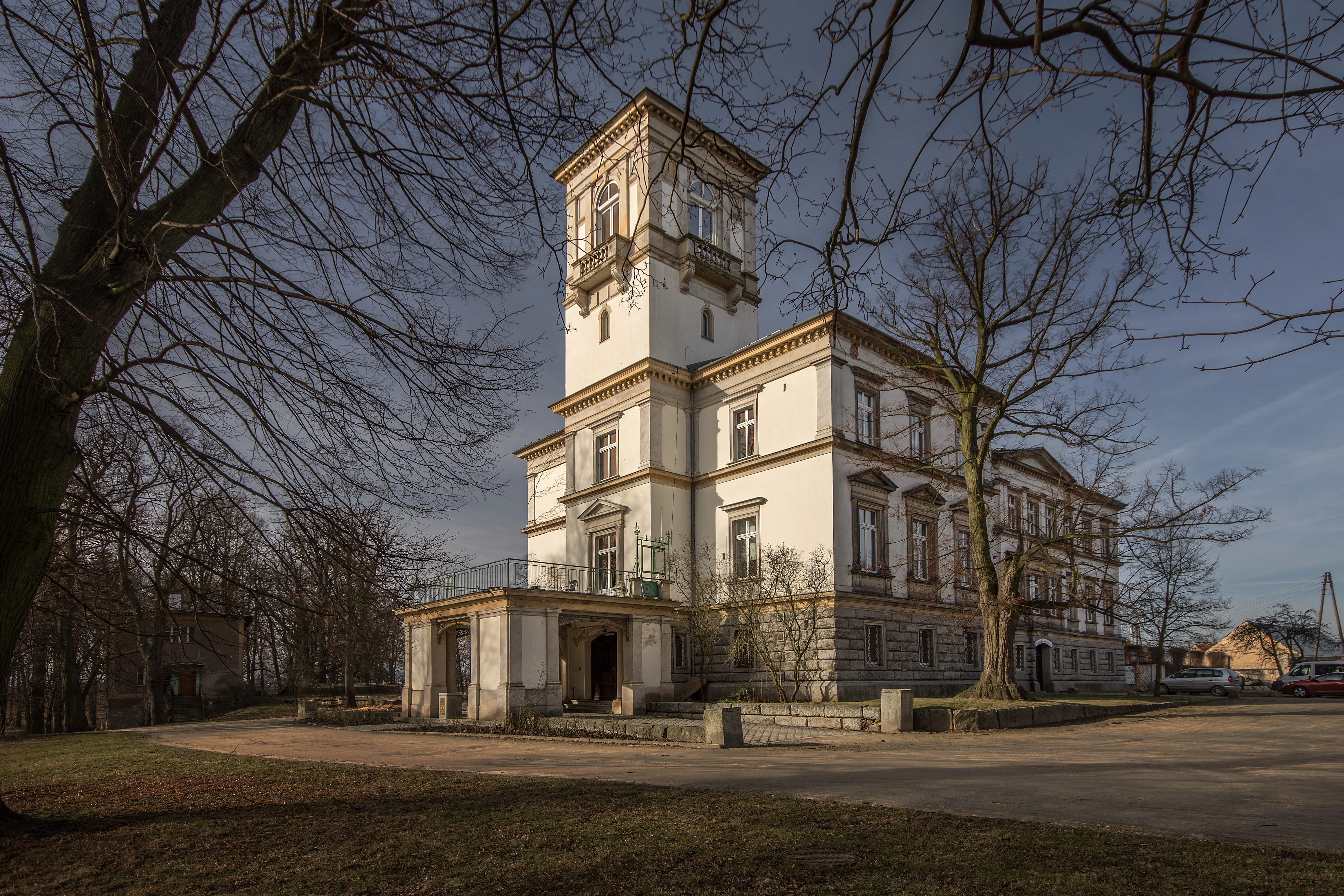